# 가쵸 딜로
가쵸 딜로(Gadjo Dilo, The Crazy Stranger)는 프랑스에서 제작된 토니 갓리프 감독의 1997년 코미디, 드라마 영화이다. 로망 뒤리스 등이 주연으로 출연하였다.

## 출연

### 주연
- 로망 뒤리스
- 로나 하트너

### 조연
- 댄 애스틸레누

## 제작진
- 의상: 브리짓 브라사르트